# حملة فلمبان الأولى
كانت حملة فلمبان الأولى هي حملة عقابية لجيش الهند الشرقية الملكي الهولندي إلى فلمبان في عام 1819. انتهت الحملة بفشل الهولنديين.